# Suillia taiwanensis
Suillia taiwanensis är en tvåvingeart som beskrevs av Okadome 1985. Suillia taiwanensis ingår i släktet Suillia och familjen myllflugor.
Artens utbredningsområde är Taiwan. Inga underarter finns listade i Catalogue of Life.